# Al-Malih
Al-Malih (ar. المالح, fr. El Malah) – miasto w północnej Algierii, w prowincji Ajn Tumuszanat.